# Đài Iraq Tự do
Đài Iraq Tự do (tiếng Anh:Radio Free Iraq; tiếng Ả Rập: إذاعة العراق الحرّ, Izaa'at al 'Iraaq al Hurr) là một đài phát thành liên tục 24 giờ hàng ngày bằng tiếng Ả Rập từ Praha, Cộng hòa Séc và truyền sóng đến Iraq và người Iraq lưu vong. Đài bắt đầu hoạt động vào ngày 30 tháng 10 năm 1998 là một bộ phận của Đài châu Âu Tự do/Đài Tự do (RFE/RL) và nhận được hỗ trợ từ Quốc hội Hoa Kỳ, Đài phản ánh quan điểm của chính phủ Hoa Kỳ. Đài hiện cũng có một phiên bản trực tuyến.